# De rebus Helvetiorum
Das Geschichtswerk De rebus Helvetiorum, sive antiquitatum libri V («Fünf Bücher über die Angelegenheiten oder Altertümer der Schweizer») wurde 1598 in Freiburg im Üechtland durch Franz Guillimann, Lehrer und dann Direktor der Lateinschule Solothurn, veröffentlicht.
In diesem Werk beschrieb er die Schweizer Geschichte bis 1315 und legte damit die erste vollständige wissenschaftliche Abhandlung dazu vor. Sie wurde gedruckt von Wilhelm Mäss. Gewürdigt wurde sie noch 1863 in der Geschichte der physischen Geographie der Schweiz bis 1815 von Bernhard Studer als «zwar rein historisch, aber für die Zustände unter den Römern und im Mittelalter, und zur Erklärung der Ueberreste und Namen aus der alten Zeit eine wichtige Autorität.» So liest man zum Beispiel auf Seite 362 den Artikel zu Tugium, womit die spätere Stadt Zug gemeint ist. Und die erste Angabe, dass Wilhelm Tell in Bürglen gewohnt habe, machte eben Guillimann in diesem Werk.

## Zielsetzung des Werkes
Das Werk sollte ein Gegenpol zur reformatorischen Sichtweise der Theologen Johannes Stumpf, auch Chronist und Historiker, und Josias Simler, auch Landeskundler, sein. Es wurde allerdings von den Regierungen und den Lesern gerade der katholischen Kantone schlecht aufgenommen, da es die Anfänge der Eidgenossenschaft als Emanzipationsbewegung von Leibeigenen kirchlicher Grundherrschaften zur Zeit des Konflikts Friedrichs II. mit dem Papsttum beschreibt. Auch stellte es Arnold von Brescia – wenn auch kritisch – erstmals als Vorläufer von Zwingli dar, was im Umfeld der entstehenden Schweiz auf fruchtbaren Boden fiel und von reformierten Historikern dankbar aufgegriffen wurde.